# Bataille de Bayou Meto
Guerre de Sécession
Batailles
Avancée sur Litte Rock :
- Bataille de Brownsville
- Bataille de West Point
- Bataille d'Harrison's Landing
- Bataille de Reed's Bridge
- Bataille d'Ashley's Mills
- Bataille de Bayou Fourche
- Bataille de Pine Bluff

La bataille de Bayou Meto (27 août 1863) , aussi appelée bataille de Reed's Bridge, s'est déroulée dans le comté de Pulaski, Arkansas, pendant la guerre de Sécession.

## Bataille
Le 27 août 1863, les forces de l'Union commandées par John Davidson attaquent une position retranchée confédérée au nord-est du Bayou Meto. L'attaque de l'Union parvient à déloger les forces confédérées de leurs positions initiales. Les forces confédérées retraitent au travers du Bayou Meto, brûlent le pont de Reed et repoussent les tentatives de l'Union de traverser le ruisseau. La bataille se poursuit en duel d’artillerie jusqu'à la nuit, moment où les forces de l'Union retraitent. Bayou Meto est la dernière opposition réussie des confédérés face à l'avance de l'Union sur Little Rock. Après Bayou Meto, le général Frederick Steele décide d'avancer sur Little Rock à partir du sud-est, ce qui aboutit à la bataille de Bayou Fourche le 10 septembre 1863 et à la chute de Little Rock.

## Conséquences
Après la bataille et comme point culminant des désagréments précédents, le commandant confédéré John Marmaduke demande à être retiré du commandement du général Lucius Walker, menaçant de démissionner. Par la suite Walker défie Marmaduke lors d'un duel au cours duquel Walker est mortellement blessé. La partie principale du champ de bataille de Bayou Meto (en) est répertoriée sur le Registre national des lieux historiques ; une partie de celle-ci est préservée en tant que parc commémorant le champ de bataille de Reed's Bridge.

## Sources
- Bayou Forche Battle Summary at the American Battlefield Protection Program

## Pour aller plus loin
- National Park Service, « Update to the Civil War Sites Advisory Commission Report: State of Arkansas »
- National Park Service, « Update to the Civil War Sites Advisory Commission Report on the Nation’s Civil War Battlefields: State of Arkansas, Arkansas Post to Devils Backbone »